# FINA Water Polo World League 2018 (maschile)
La World League maschile di pallanuoto 2018 (FINA Water Polo World League 2018) è stata la 17ª edizione della manifestazione che viene organizzata annualmente dalla FINA. Il torneo si svolge in due fasi, un turno di qualificazione e la Super Final, che si è svolto alla Duna Aréna di Budapest in Ungheria dal 18 al 23 giugno 2018. La competizione è stata vinta dal Montenegro.
La competizione è partita ufficialmente il 14 novembre 2017 con i gironi di qualificazione europei, mentre il torneo intercontinentale di qualificazione si è giocato tra il 3 e l'8 aprile 2018.

## Turno di qualificazione

### Europa
Le 9 squadre europee sono state divise in tre gironi disputati con gare di andata e ritorno dal 14 novembre 2017 al 10 aprile 2018. Si sono qualificate alla Super Final le prime in classifica di ciascun girone e la seconda del gruppo dell'Ungheria, già qualificata come Paese ospitante.

#### Gruppo A
|    | Squadra    | Pti | G | V | VR | PR | P | GF | GS | DR  |
| -- | ---------- | --- | - | - | -- | -- | - | -- | -- | --- |
| 1. | Montenegro | 9   | 4 | 3 | 0  | 0  | 1 | 40 | 21 | +19 |
| 2. | Serbia     | 9   | 4 | 3 | 0  | 0  | 1 | 41 | 25 | +16 |
| 3. | Romania    | 0   | 4 | 0 | 0  | 0  | 4 | 16 | 51 | -35 |

| Data     | Sede      | Gara       | Gara | Gara       |
| -------- | --------- | ---------- | ---- | ---------- |
| 14-11-17 | Zrenjanin | Serbia     | 12-3 | Romania    |
| 12-12-17 | Niš       | Serbia     | 7-4  | Montenegro |
| 16-01-18 | Budua     | Montenegro | 13-2 | Romania    |
| 12-02-18 | Oradea    | Romania    | 7-14 | Serbia     |
| 20-03-18 | Podgorica | Montenegro | 11-8 | Serbia     |
| 10-04-18 | Izvorani  | Romania    | 4-12 | Montenegro |

#### Gruppo B
|    | Squadra  | Pti | G | V | VR | PR | P | GF | GS | DR  |
| -- | -------- | --- | - | - | -- | -- | - | -- | -- | --- |
| 1. | Croazia  | 12  | 4 | 4 | 0  | 0  | 0 | 58 | 25 | +33 |
| 2. | Russia   | 5   | 4 | 1 | 1  | 0  | 2 | 37 | 51 | -14 |
| 3. | Germania | 1   | 4 | 0 | 0  | 1  | 3 | 32 | 51 | -19 |

| Data     | Sede           | Gara     | Gara        | Gara     |
| -------- | -------------- | -------- | ----------- | -------- |
| 14-11-17 | Zara           | Croazia  | 14-4        | Russia   |
| 12-12-17 | Dresda         | Germania | 11-12 (dtr) | Russia   |
| 16-01-18 | Krefeld        | Germania | 4-13        | Croazia  |
| 13-02-18 | Mosca          | Russia   | 9-17        | Croazia  |
| 06-03-18 | Ruza           | Russia   | 16-12       | Germania |
| 10-04-18 | Slavonski Brod | Croazia  | 14-8        | Germania |

#### Gruppo C
|    | Squadra     | Pti | G | V | VR | PR | P | GF | GS | DR  |
| -- | ----------- | --- | - | - | -- | -- | - | -- | -- | --- |
| 1. | Ungheria    | 10  | 4 | 3 | 0  | 1  | 0 | 45 | 25 | +20 |
| 2. | Spagna      | 8   | 4 | 2 | 1  | 0  | 1 | 39 | 28 | +11 |
| 3. | Paesi Bassi | 0   | 4 | 0 | 0  | 0  | 4 | 16 | 47 | -31 |

| Data     | Sede                | Gara        | Gara  | Gara        |
| -------- | ------------------- | ----------- | ----- | ----------- |
| 14-11-17 | Malaga              | Spagna      | 9-5   | Paesi Bassi |
| 12-12-17 | Alphen aan den Rijn | Paesi Bassi | 6-13  | Ungheria    |
| 16-01-18 | Hódmezővásárhely    | Ungheria    | 9-8   | Spagna      |
| 13-02-18 | Dordrecht           | Paesi Bassi | 4-12  | Spagna      |
| 20-03-18 | Debrecen            | Ungheria    | 13-1  | Paesi Bassi |
| 10-04-18 | Pamplona            | Spagna      | 15-13 | Ungheria    |

### Torneo intercontinentale
Il torneo di qualificazione intercontinentale si è svolto dal 3 all'8 aprile ad Auckland, in Nuova Zelanda. Le squadre sono state suddivise in due gironi. Le prime due di ogni girone si sono qualificate alla Super Final. Al termine dei gironi sono state disputate la finale tra le due prime dei gironi, la finale per il terzo posto tra le due seconde e le altre finali di consolazione.

#### Girone A
|    | Squadra    | Pti | G | V | VR | PR | P | GF | GS | DR  |
| -- | ---------- | --- | - | - | -- | -- | - | -- | -- | --- |
| 1. | Australia  | 9   | 3 | 3 | 0  | 0  | 0 | 52 | 21 | +31 |
| 2. | Kazakistan | 5   | 3 | 1 | 1  | 0  | 1 | 24 | 38 | -14 |
| 3. | Canada     | 3   | 3 | 1 | 0  | 0  | 2 | 27 | 28 | -1  |
| 4. | Argentina  | 1   | 3 | 0 | 0  | 1  | 2 | 18 | 34 | -16 |

| Data     | Gara       | Gara       | Gara      |
| -------- | ---------- | ---------- | --------- |
| 03-04-18 | Kazakistan | 10-9       | Canada    |
| 04-04-18 | Kazakistan | 12-9 (dtr) | Argentina |
| 04-04-18 | Australia  | 15-8       | Canada    |
| 05-04-18 | Argentina  | 7-16       | Australia |
| 06-04-18 | Kazakistan | 6-21       | Australia |
| 07-04-18 | Argentina  | 3-10       | Canada    |

#### Girone B
|    | Squadra        | Pti | G | V | VR | PR | P | GF | GS | DR  |
| -- | -------------- | --- | - | - | -- | -- | - | -- | -- | --- |
| 1. | Stati Uniti    | 12  | 4 | 4 | 0  | 0  | 0 | 62 | 18 | +44 |
| 2. | Giappone       | 9   | 4 | 3 | 0  | 0  | 1 | 62 | 31 | +31 |
| 3. | Nuova Zelanda  | 6   | 4 | 2 | 0  | 0  | 2 | 38 | 52 | -14 |
| 4. | Cina           | 3   | 4 | 1 | 0  | 0  | 3 | 26 | 45 | -19 |
| 5. | Arabia Saudita | 0   | 4 | 0 | 0  | 0  | 4 | 22 | 64 | -42 |

| Data     | Gara          | Gara  | Gara           |
| -------- | ------------- | ----- | -------------- |
| 03-04-18 | Cina          | 13-5  | Arabia Saudita |
| 03-04-18 | Nuova Zelanda | 3-18  | Stati Uniti    |
| 04-04-18 | Stati Uniti   | 18-3  | Arabia Saudita |
| 04-04-18 | Cina          | 4-16  | Giappone       |
| 05-04-18 | Giappone      | 10-12 | Stati Uniti    |
| 05-04-18 | Nuova Zelanda | 15-9  | Arabia Saudita |
| 06-04-18 | Cina          | 2-14  | Stati Uniti    |
| 06-04-18 | Nuova Zelanda | 10-18 | Giappone       |
| 07-04-18 | Cina          | 7-10  | Nuova Zelanda  |
| 07-04-18 | Giappone      | 18-5  | Arabia Saudita |

#### Finali
| Data     | Turno       | Gara       | Gara | Gara          |
| -------- | ----------- | ---------- | ---- | ------------- |
| 08-04-18 | 7º-8º posto | Argentina  | 6-5  | Cina          |
| 08-04-18 | 5º-6º posto | Canada     | 12-6 | Nuova Zelanda |
| 08-04-18 | 3º-4º posto | Kazakistan | 7-12 | Giappone      |
| 08-04-18 | 1º-2º posto | Australia  | 6-9  | Stati Uniti   |

## Super Final
Si è disputata alla Duna Aréna di Budapest dal 18 al 23 giugno 2018.

### Fase a gironi

#### Gruppo A
|    | Squadra    | Pti | G | V | VR | PR | P | GF | GS | DR  |
| -- | ---------- | --- | - | - | -- | -- | - | -- | -- | --- |
| 1. | Montenegro | 9   | 3 | 3 | 0  | 0  | 0 | 36 | 25 | +11 |
| 2. | Ungheria   | 6   | 3 | 2 | 0  | 0  | 1 | 35 | 24 | +11 |
| 3. | Australia  | 3   | 3 | 1 | 0  | 0  | 2 | 24 | 29 | -5  |
| 4. | Giappone   | 0   | 3 | 0 | 0  | 0  | 3 | 22 | 39 | -17 |

| Data     | Gara       | Gara | Gara      |
| -------- | ---------- | ---- | --------- |
| 18-06-18 | Montenegro | 14-8 | Giappone  |
| 18-06-18 | Australia  | 5-12 | Ungheria  |
| 19-06-18 | Australia  | 11-7 | Giappone  |
| 19-06-18 | Montenegro | 12-9 | Ungheria  |
| 20-06-18 | Montenegro | 10-8 | Australia |
| 20-06-18 | Giappone   | 7-14 | Ungheria  |

#### Gruppo B
|    | Squadra     | Pti | G | V | VR | PR | P | GF | GS | DR  |
| -- | ----------- | --- | - | - | -- | -- | - | -- | -- | --- |
| 1. | Stati Uniti | 9   | 3 | 3 | 0  | 0  | 0 | 30 | 20 | +10 |
| 2. | Spagna      | 5   | 3 | 1 | 1  | 0  | 1 | 26 | 20 | +6  |
| 3. | Croazia     | 4   | 3 | 1 | 0  | 1  | 1 | 34 | 25 | +9  |
| 4. | Kazakistan  | 0   | 3 | 0 | 0  | 0  | 3 | 12 | 37 | -25 |

| Data     | Gara        | Gara        | Gara        |
| -------- | ----------- | ----------- | ----------- |
| 18-06-18 | Croazia     | 15-5        | Kazakistan  |
| 18-06-18 | Stati Uniti | 8-6         | Spagna      |
| 19-06-18 | Croazia     | 10-13 (dtr) | Spagna      |
| 19-06-18 | Stati Uniti | 11-4        | Kazakistan  |
| 20-06-18 | Croazia     | 10-11       | Stati Uniti |
| 20-06-18 | Kazakistan  | 3-11        | Spagna      |

### Fase a eliminazione diretta
|  | Quarti di finale | Quarti di finale |          |        | Semifinali                | Semifinali                |  |  | Finale   | Finale |
|  |                  |                  |          |        |                           |                           |  |  |          |        |
|  | 21-06-18         |                  |          |        |                           |                           |  |  |          |        |
|  |                  |                  |          |        |                           |                           |  |  |          |        |
|  | Ungheria (dtr)   | 10               |          |        |                           |                           |  |  |          |        |
|  | Ungheria (dtr)   | 10               | 22-06-18 |        |                           |                           |  |  |          |        |
|  | Croazia          | 8                |          |        |                           |                           |  |  |          |        |
|  | Croazia          | 8                | Ungheria | 11     |                           |                           |  |  |          |        |
|  | 21-06-18         |                  | Ungheria | 11     |                           |                           |  |  |          |        |
|  |                  | Giappone         | 9        |        |                           |                           |  |  |          |        |
|  | Giappone         | Giappone         | 9        | 11     |                           |                           |  |  |          |        |
|  | Giappone         |                  | 23-06-18 | 11     |                           |                           |  |  |          |        |
|  | Stati Uniti      | 10               |          |        |                           |                           |  |  |          |        |
|  | Stati Uniti      | 10               | Ungheria | 11     |                           |                           |  |  |          |        |
|  | 21-06-18         |                  | Ungheria | 11     |                           |                           |  |  |          |        |
|  |                  | Montenegro (dtr) | 13       |        |                           |                           |  |  |          |        |
|  | Australia        | Montenegro (dtr) | 13       | 4      |                           |                           |  |  |          |        |
|  | Australia        | 22-06-18         |          | 4      |                           |                           |  |  |          |        |
|  | Spagna           | 9                |          |        |                           |                           |  |  |          |        |
|  | Spagna           | 9                | Spagna   | 8      | Finale per il terzo posto | Finale per il terzo posto |  |  |          |        |
|  | 21-06-18         |                  | Spagna   | 8      | Finale per il terzo posto | Finale per il terzo posto |  |  |          |        |
|  |                  | Montenegro       | 10       |        |                           |                           |  |  |          |        |
|  | Montenegro       | Montenegro       | 10       | 14     | Giappone                  | 7                         |  |  |          |        |
|  | Montenegro       |                  |          | 14     | Giappone                  | 7                         |  |  |          |        |
|  | Kazakistan       | 6                |          | Spagna | 12                        |                           |  |  |          |        |
|  | Kazakistan       | 6                |          |        | 12                        |                           |  |  |          |        |
|  |                  |                  |          |        |                           |                           |  |  | 23-06-18 |        |
|  |                  |                  |          |        |                           |                           |  |  |          |        |

|  | Semifinali 5º/8º posto | Semifinali 5º/8º posto | Semifinali 5º/8º posto |           |         | Finale 5º posto | Finale 5º posto | Finale 5º posto |  |
|  |                        |                        |                        |           |         |                 |                 |                 |  |
|  | Croazia                | Croazia                | 10                     |           |         |                 |                 |                 |  |
|  | Croazia                | Croazia                | 10                     |           |         |                 |                 |                 |  |
|  | Stati Uniti            | Stati Uniti            | 7                      |           |         |                 |                 |                 |  |
|  | Stati Uniti            | Stati Uniti            | 7                      |           | Croazia | Croazia         | 10              |                 |  |
|  |                        |                        |                        |           | Croazia | Croazia         | 10              |                 |  |
|  |                        |                        | Australia              | Australia | 8       |                 |                 |                 |  |
|  | Australia              | Australia              | Australia              | Australia | 8       | 15              |                 |                 |  |
|  | Australia              | Australia              |                        |           |         | 15              |                 |                 |  |
|  | Kazakistan             | Kazakistan             | 11                     |           |         | Finale 7º posto | Finale 7º posto | Finale 7º posto |  |
|  | Kazakistan             | Kazakistan             | 11                     |           |         |                 |                 |                 |  |
|  |                        |                        |                        |           |         |                 |                 |                 |  |
|  |                        |                        |                        |           |         | Stati Uniti     | Stati Uniti     | 9               |  |
|  |                        |                        |                        |           |         | Stati Uniti     | Stati Uniti     | 9               |  |
|  |                        |                        |                        |           |         | Kazakistan      | Kazakistan      | 3               |  |

## Classifica finale
| Pos. | Squadra     |
| ---- | ----------- |
|      | Montenegro  |
|      | Ungheria    |
|      | Spagna      |
| 4    | Giappone    |
| 5    | Croazia     |
| 6    | Australia   |
| 7    | Stati Uniti |
| 8    | Kazakistan  |